# Юркевич, Мария Емельяновна
Мария Емельяновна Юркевич (бел. Марыя Емяльянаўна Юркевіч; 5 июня 1916 год, деревня Вороничи — 1996 год) — звеньевая колхоза «10 лет БССР» Руденского района Минской области, Белорусская ССР. Герой Социалистического Труда (1950).

## Биография
Родилась в 1916 году в крестьянской семье в деревне Вороничи (сегодня — Пуховичский район Минской области). С 1930 года трудилась полеводом в колхозе «Октябрьский» Руденского района. После освобождения от немецко-фашистских захватчиков восстанавливала разрушенное колхозное хозяйство. С 1944 года возглавляла звено по выращиванию кок-сагыза в колхозе «10 лет БССР» Руденского района.
Указом Президиума Верховного Совета СССР от 27 мая 1950 года удостоена звания Героя Социалистического Труда с вручением ордена Ленина и золотой медали «Серп и Молот» «за получение высоких урожаев кок-сагыза при выполнении планового сбора урожая и сдачи государству корней и кондиционных семян кок-сагыза». 
Скончалась в 1996 году.